# Ourém
Ourém és un municipi portuguès, situat al districte de Santarém, a la regió del Centre i a la subregió de Médio Tejo. L'any 2004 tenia 49.269 habitants. Limita al nord amb Pombal, al nord-est amb Alvaiázere, a l'est amb Ferreira do Zêzere i Tomar, al sud-est amb Torres Novas, al sud-est amb Alcanena i a l'oest amb Batalha i Leiria.

## Població
| Població del concelho d'Ourém (1801 – 2004) | Població del concelho d'Ourém (1801 – 2004) | Població del concelho d'Ourém (1801 – 2004) | Població del concelho d'Ourém (1801 – 2004) | Població del concelho d'Ourém (1801 – 2004) | Població del concelho d'Ourém (1801 – 2004) | Població del concelho d'Ourém (1801 – 2004) | Població del concelho d'Ourém (1801 – 2004) | Població del concelho d'Ourém (1801 – 2004) |
| ------------------------------------------- | ------------------------------------------- | ------------------------------------------- | ------------------------------------------- | ------------------------------------------- | ------------------------------------------- | ------------------------------------------- | ------------------------------------------- | ------------------------------------------- |
| 1801                                        | 1849                                        | 1900                                        | 1930                                        | 1960                                        | 1981                                        | 1991                                        | 2001                                        | 2004                                        |
| 12803                                       | 13033                                       | 25726                                       | 34534                                       | 47511                                       | 41376                                       | 40185                                       | 46216                                       | 49269                                       |

## Freguesies
- Alburitel
- Atouguia
- Casal dos Bernardos
- Caxarias
- Cercal
- Espite
- Fàtima (Portugal)
- Formigais
- Freixianda
- Gondemaria
- Matas
- Nossa Senhora da Piedade (Ourém)
- Nossa Senhora das Misericórdias (Ourém)
- Olival
- Ribeira do Fárrio
- Rio de Couros
- Seiça
- Urqueira